# Vijayabahu III
Vijayabahu III (o Vijaya Bahu III) fou rei de Dambadeniya (vers 1220-1224). Era de sang reial, però no s'assenyala de quina branca familiar.
El 1215 Kalinga Magha va ocupar Maya Rata, però el seu govern opressiu aviat fou contestat pels naturals del país que es van reagrupar a l'entorn del príncep reial Vijayabahu que el 1220 va aconseguir expulsar els invasors i es va proclamar rei, governant però només a Maya Rata i establint la seva capital a Dambadeniya (Jambudoni a 80 km al nord de Colombo). Allí va donar acollida als monjos que fugien de Pihiti Rata (Rajarata)
El alt sacerdot Vacissara va aconseguir salvar la Dent Sagrada de Buda i el Bol d'almoines dels invasors i se'ls va emportar a Maya Rata on els va enterrar en un turó anomenat Kotmale. Quan Vijayabahu ho va saber va construir un temple fortificat a la roca de Beligala on va depositar les relíquies.
Per salvar la religió de la decadència per la destrucció de les biblioteques dels gran temples va reunir gent pietosa i escribes que copiaven hàbilment i a gran velocitat, i els va posar a la feina de transcriure el llibre sagrat de la llei, que consistia en vuitanta-quatre mil divisions; els va pagar amb molts kahapanes d'or, tantes com divisions i havia en el llibre de la llei.
Vijayabahu va construir dos vihares i va reparar els diversos temples damnats en el seu petit regne, entre els quals el de Kelaniya. Va crear també escoles (pirivenes) en cada vila del seu regne.
Tenia dos fills: Parakrama Bahu i Bhuvaneka Bahu. Els astròlegs havien predit gran coses al fill gran i per això la seva educació fou acurada; el famós monjo Sangha Rakkhita i altres foren encarregats de la seva educació i va esdevenir expert en sis disciplines, singalès, pali, sànscrit, grantha, tàmil, jurisprudència, divinitats, botànica, prosòdia, lògica, retòrica, filologia, vedes, puranes indis, astronomia, frenologia o fisiognomia, càlculs astrològics, física, costums i tradicions, biografia i història, lluita amb espasa i escut, arqueria, mineralogia i coneixement de les gemmes, dibuix, art de la cuinam i música i dansa.
Va morir després de regnar quatre anys sent incinerat al vihara d'Attanagalla i el va succeir al tron el seu fill Pandita Parakrama Bahu.